# Танкова армія

Емблема 1-ї танкової армії Німеччини

Та́нкова а́рмія (ТА) — оперативне об'єднання сухопутних військ, що існувала у роки Другої світової війни та післявоєнний час, для вирішення оперативних завдань самостійно та у взаємодії з іншими об'єднаннями і з'єднаннями фронту (групи армій).

## Історія

### Танкові армії у складі Червоної армії
У Збройних Силах СРСР перші дві танкові армії (3-тя і 5-та) були сформовані у травні — червні 1942. Пізніше був сформований ще ряд танкових армій.
Наказом наркома оборони була визначена наступна типова організаційно-штатна структура танкової армії: 3 танкових корпуси, окрема танкова бригада, 1—2 стрілецькі дивізії і низка окремих частин. Фактично склад кожної танкової армії був різним і визначався директивою на її формування з врахуванням конкретної обстановки.
Так, у серпні 1942 3-тя ТА мала у своєму складі 3 танкових корпуси, окрему танкову бригаду, мотострілецьку і 2 стрілецьких дивізії. У листопаді 1942 в контрнаступі під Сталінградом 5 ТА мала 2 танкових і 1 кавалерійський корпус, окрему танкову бригаду і 6 стрілецьких дивізій.
Спочатку при створенні танкових армій вважалося, що вони повинні самостійно проривати оборону противника силами своїх стрілецьких дивізій і розвивати успіх наступу танковими корпусами в оперативній глибині. Досвід застосування танкових армій взимку 1942/43 показав, що наявність у її складі стрілецьких і танкових з'єднань, що володіли різними маневреними можливостями, украй ускладнює бойове застосування армій і ускладнює управління військами, в особливості у оперативній глибині.
По суті, танкові армії різнорідного складу мало відрізнялися від загальновійськових армій і тому не мали можливості відриватися від них на значну відстань у ході операції. Із збільшенням кількості танків, що випускалися радянською промисловістю, зростанням підготовлених кадрів і здобуттям досвіду в управлінні великими танковими і механізованими з'єднаннями створилися умови для утворення танкових армій однорідного складу.
Формування їх почалося у січні 1943. Танкові армії однорідного складу зазвичай складалася з 2 танкових і 1 механізованого корпусів, окремих танкової та 1—2 самохідних артилерійських бригад, низки артилерійських, зенітно-артилерійських, інженерних і інших з'єднань і частин. За штатом в армії знаходилося близько 800 танків і САУ і до 750 гармат, мінометів і бойових машин реактивної артилерії.
Фактично різні танкові армії в залежності від обстановки і завдань, які на них покладалися, мали у своєму складі від 200—400 до 1000 танків і САУ, від 500 до 850 і більш гармат та мінометів. Вони володіли великою ударною силою і вогневою потужністю, різко підвищилася їх мобільність.
Будучи потужним засобом Ставки Верховного Головнокомандування, ТА включалися до складу фронтів, що діяли на найважливіших напрямах і вирішували головні завдання в операціях груп фронтів. У більшості наступальних операцій вони складали рухливі групи фронтів і зазвичай діяли у відриві від загальновійськових армій на відстані від 10-30 до 50-80 км і більш. У ряді операцій ТА у взаємодії із загальновійськовими арміями брали участь в завершенні прориву тактичної зони оборони противника.
Таке застосування ТА було вимушеним і викликалося недостатньою кількістю танків безпосередньої підтримки піхоти у загальновійськових арміях. Проте, у всіх випадках ТА були головним засобом розвитку оперативного успіху. Їх стрімкі дії дозволяли проводити операції на велику глибину, у високих темпах та у деяких випадках без оперативних пауз. Темпи просування танкової армії у середньому становили 20-45 км, максимальні до 90 км на добу, а в окремих випадках і більш (наприклад, 6-й гв. ТА в Маньчжурській операції — до 180 км); глибина наступу від 75—100 до 700—820 км. У оборонних операціях танкові армії використовувалися для завдавання контрударів і утримання важливих рубежів як самостійно, так і у взаємодії із загальновійськовими арміями (стрілецькими з'єднаннями). Вони значно впливали на хід і результат ряду оборонних операцій фронтів. При обороні рубежів в 1943—45 ТА отримували смугу шириною 20—50 км і завглибшки 8—20 км.
У роки Німецько-радянської війни радянські танкові армії брали участь у всіх найважливіших стратегічних і фронтових операціях і зробили великий внесок до справи розгрому ворожих військ на радянсько-німецькому фронті і на Далекому Сході. Батьківщина високо оцінила подвиг особового складу ТА: всі танкові армії, що діяли у 1943—45 ТА стали гвардійськими; з'єднання, що входили до їх складу, і частини нагороджені орденами і удостоєні почесних найменувань. Після Другої Світової війни ТА були переформовані у механізовані армії.

### Танкові армії у складі Вермахту
У нацистській Німеччині ТА створені наприкінці 1941 — початку 1942 на базі танкових груп. Всього у складі Вермахту у 1944—45 було 6 ТА. Кожна з них включала 2—4 армійських і танкових корпуси (всього 8—28 дивізій). На відміну від радянських танкових армій, основу яких з 1943 складали танкові та механізовані з'єднання, у німецькій ТА до кінця війни за рідким винятком більшість з'єднань були піхотними, що обумовлювалося їх оперативним призначенням (у 1942—45 німецькі танкові армії в основному діяли як польові армії), а також величезними втратами в танках на східному фронті.